# Gare de Ners
La gare de Ners est une ancienne gare ferroviaire française de la ligne de Saint-Germain-des-Fossés à Nîmes-Courbessac, dite ligne des Cévennes, située sur le territoire de la commune de Boucoiran-et-Nozières dans le centre du département du Gard en région Occitanie. Le bâtiment de la gare est inscrit aux Monuments historiques.

## Situation ferroviaire
La gare de Ners est située au point kilométrique (PK) 689,565 de la ligne de Saint-Germain-des-Fossés à Nîmes-Courbessac, entre la gare non exploitée de Vézénobres et la gare ouverte de Boucoiran. La gare porte le nom de la commune de Ners située à quelques centaines de mètres au nord, au-delà du pont mixte rail-route de Ners qui enjambe le Gardon .
Elle est établie à 84 mètres d'altitude, sur la rive droite du Gardon.

## Histoire
La gare de Ners est construite entre 1839 et 1841 à l'initiative de Paulin Talabot, ingénieur des ponts et chaussées et entrepreneur de chemins de fer. Paulin Talabot est notamment le concepteur de la ligne de Nîmes à la Grand’Combe (partie méridionale de la ligne de Saint-Germain-des-Fossés à Nîmes) qu'il fit construire afin d'acheminer le charbon des mines cévenoles jusqu'au port de Beaucaire. Deuxième plus ancienne ligne ferroviaire française, après celle de Paris à Saint-Germain-en-Laye, elle fut construite à la place d'un canal qui avait été projeté pour acheminer ce charbon jusqu'à la Méditerranée. La gare est mise en service en 1841 par la Compagnie des Mines de la Grand’Combe et des chemins de fer du Gard. Le bâtiment-voyageurs, en brique avec des éléments de Style néo-gothique, est une copie d'une station de chemin de fer, anglaise. Cela serait un « hommage » de Paulin Talabot à son ami Robert Stephenson.
Elle figure dans la nomenclature 1911 des gares, stations et haltes, de la Compagnie des chemins de fer de Paris à Lyon et à la Méditerranée. Elle porte le no 21 de la ligne de Moret-Les-Sablons à Nimes . Elle dispose du service complet de la grande vitesse (GV), « à l'exclusion des chevaux chargés dans des wagons-écuries s'ouvrant en bout et des voitures à 4 roues, à deux fonds et à deux banquettes dans l'intérieur, omnibus, diligences, etc. » et du service complet de la petite vitesse (PV) avec la même limitation.
La gare de Ners sera desservie par des trains omnibus à destination d'Alès et de Nîmes jusqu'en 1973, année de leur suppression. 
Les façades en briques, les encadrements moulurés en pierre et les toitures en ardoises du bâtiment-voyageurs, l'un des plus anciens de France, sont inscrites aux monuments historiques par arrêté du 25 juin 1987.

## Caractéristiques architecturales
Le bâtiment est en en brique et pierre, d'inspiration anglaise, dans un « style néo-Tudor ». Il est composé de trois travées délimitées par les fenêtres avec un rez-de-chaussée et un étage. La travée centrale est surmontée d'une couronne. Au rez-de-chaussée, s'ouvrent trois portes-fenêtres en anse de panier que soulignent des moulures. Les trois sont reliées par un tore formant une horizontale au niveau des impostes mais suivant l'arrondi de chaque arc. L'étage est percé de trois fenêtres à croisées moulurés avec un appui souligné par une corniche. La fenêtre de la lucarne est également en croisée et en anse de panier, et surmontée d'un faux arc ogival. Toutes les moulures sont en pierre qui contrastent avec la brique des murs. La toiture est en ardoise, en rupture avec les toitures locales en tuile.
En 1911, un agrandissement du bâtiment a été fait mais en respectant la construction d'origine.

## Service des voyageurs
La gare est fermée.